# پیش از طوفان

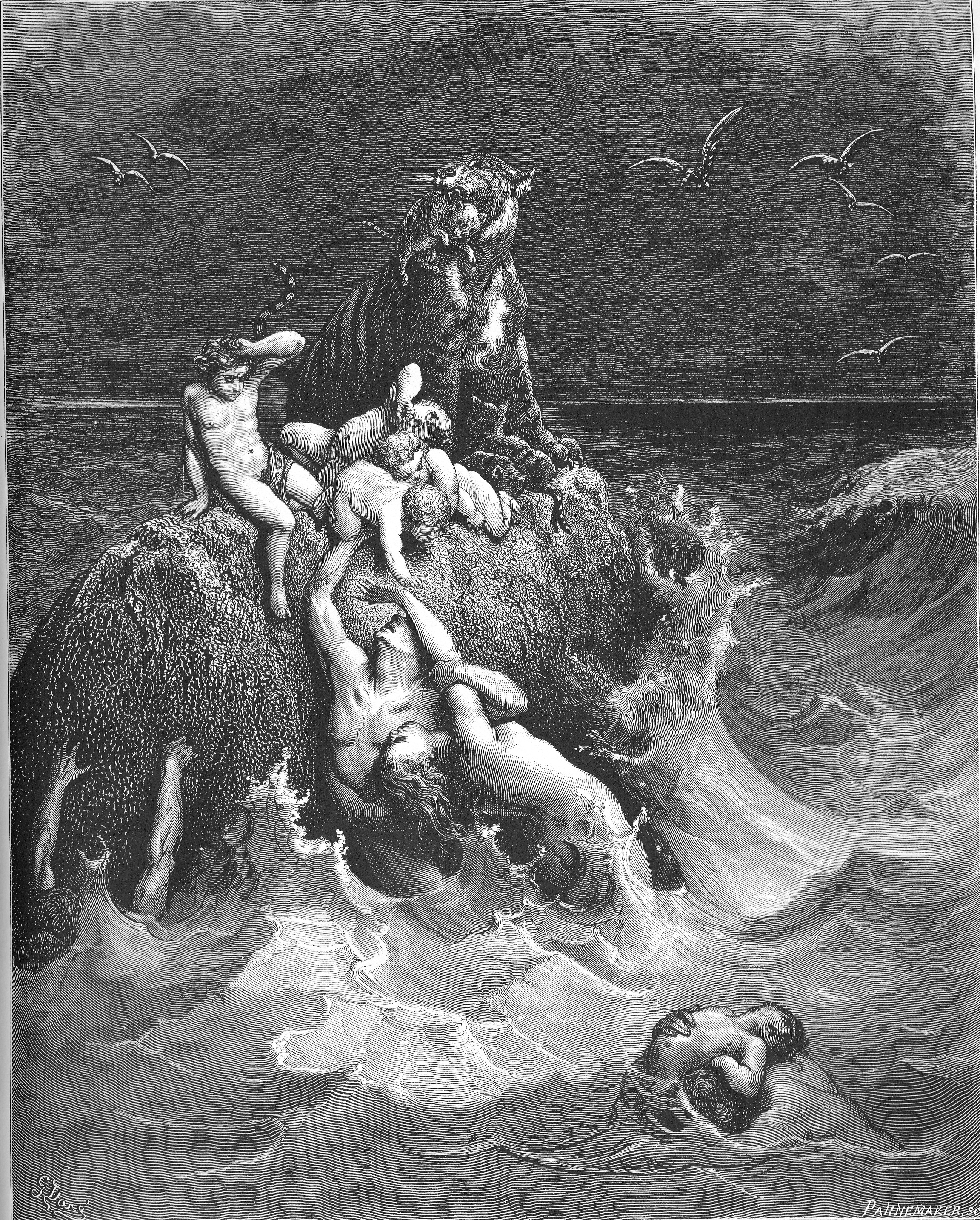
توفان بزرگ اثر گوستاو دوره

پیش از توفان یا زمین و زمان پیش از توفان بزرگ، (به انگلیسی: Antediluvian یا Pre-Diluvian یا Pre-Flood)؛ واژه ای با رنگ تاریخی و مذهبی برگرفته ازکتاب مقدس مسیحیان انجیل، درباره زمانی میان رانده شدن انسان یا هبوط او از بهشت و توفان نوح ست. داستانی دینی که در بخش‌های یکم تا ششم کتاب آفرینش در عهد عتیق بیان شده‌است. این عبارت از برساخته‌های زمین‌شناختی در دوران ویکتوریایی ست، که یادآور دوران‌های باستانی و کم و بیش ناشناخته به ویژه دوران پیشاتاریخ است.

## پیش زمینه
مانند بسیاری از افسانه‌های خاور نزدیک و میانه دربارهٔ توفان بزرگ، افسانهٔ توفان سومریان در حماسهٔ گیلگمش لوح یازدهم بن مایهٔ سرراست و پیشینهٔ تاریخی این افسانهٔ مذهبی در ادیان ابراهیمی ست.

## دوران تاریخی
در انجیل مسیحیان و تورات یهودیان دوران تاریخی پیش از طوفان با رانده شدن اولین زن و مرد از بهشت خداوند آغاز می‌شود، بر این پایه روند آفرینش با طوفان بزرگ دچار توقف می‌شود و به غیر از نوح و پسران و همسرانشان آفریدگان دیگر در جریان توفان بزرگ از میان می‌روند. بر اساس گاه‌شماری اوشر این دوران هزارو ششصد و پنجاه وشش سال به طول انجامیده‌است: از آفرینش یا رانده شدن انسان که در سال چهار هزار و چهار پیش از میلاد مسیح بوده تا توفان بزرگ که در سال دو هزار و سیصد و چهل و هشت پیش از میلاد مسیح اتفاق افتاده‌است. بخش‌های داستان دربرگیرندهٔ افسانه‌های انجیلی معروفی همچون آفرینش آدم و حوا و هابیل و قابیل و نوادگان آنها می‌باشد.

## زمین‌شناسی کهن و دیدگاه آفرینش گرایان

### دنیای پیش از توفان
نویسندگانی مانند ویلیام ویستن و هنری موریس نگره (تئوری)های سرگرم‌کننده ای دربارهٔ دوران پیش از تاریخ دارند.
- مردم در آن دوران بیشتر عمر می‌کردند. چیزی بین هفتصد تا نهصد و پنجاه سال
- جمعیت زمین خیلی بیشتر از دوران پس از توفان بزرگ بوده‌است
- ابر و باران وجود نداشته‌است و زمین توسط مه‌هایی که از آن بیرون می‌آمدند آبیاری می‌شده‌است.
- غول‌ها و انسان‌های غول پیکر در کنار انسان‌های معمولی زندگی می‌کردند.

### هیولاهای دوران پیش از توفان

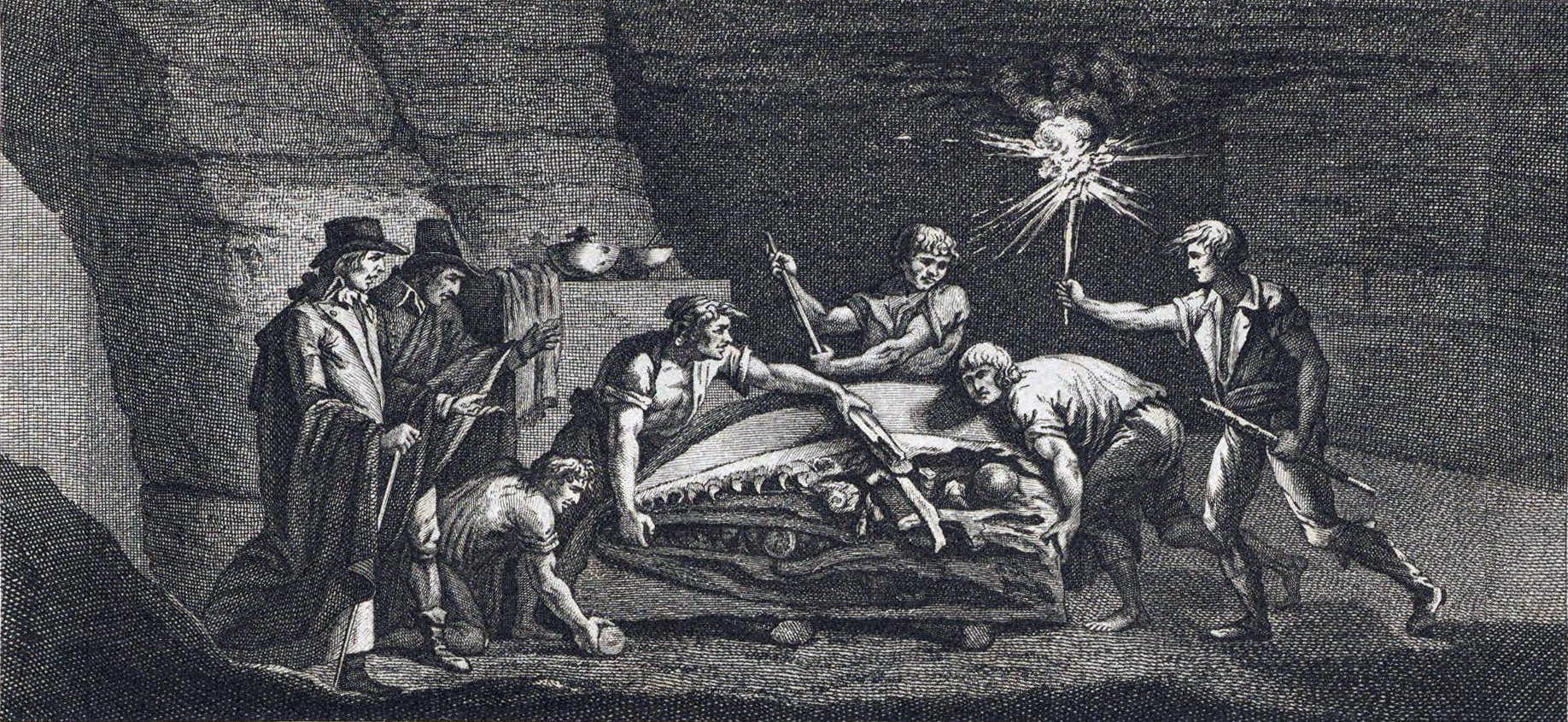
یک هیولای پیش از توفان، که در واقع فسیل سر یک موساسور گوشتخوار دوران کرتاسه است و در سال ۱۷۷۰ در ماستریخت هلند کشف گردیده‌است.

فسیل‌های کوه پیکر جانوران زمینی و دریایی در بیشتر اکتشافات سده‌های پیشین به عنوان شواهدی که در کتاب مقدس از آنها یاد شده‌است معرفی می‌شدند.

## دیدگاه علم سده نوزدهمی
در اواخر قرن هجده و اوایل قرن نوزده دریافت و شناخت بشری از زمین و تاریخ از داوری‌های دینی انجیلی و خداباوری به زاستار (طبیعت) گرایی دگرگون شد. حتی در اوایل قرن هجدهم نیز جدل‌هایی با استناد به نگره‌های زمین‌شناسی در محافل آکادمیک جریان داشت اما تا سال ۱۸۳۰ که چارلز لایل کتاب اصول زمین‌شناسی را منتشر نمود هنوز شناخت‌های پیش از انسانی از زمین و گیتی فراگیر نشده بود. حتی پس از انتشار نوشته‌های لایل نیز هنوز آمیخته‌هایی از نظریات دینی و طبیعی دربارهٔ دورهٔ پیش از توفان ارائه می‌شد.
دید مدرن و زاستار گرایانه از دنیای کهن همراه با رها نمودن ترم تاریخی دینی پیش از توفان با انتشار و بحث دربارهٔ نگرهٔ فرگشت داروین و نگرهٔ عصر یخبندان لویی آگاسی آغاز شد.

## برای مطالعهٔ بیشتر
- تاریخ زمین
- مهاجرت انسان‌های اولیه
- تقسیم‌بندی سه‌گانه اعصار
- فرگشت انسان
- میان‌رودان
- نئاندرتال
- فرضیه ی سیل دریای سیاه